# Macleania spectabilis
Macleania spectabilis är en ljungväxtart som beskrevs av A. C. Smith. Macleania spectabilis ingår i släktet Macleania och familjen ljungväxter. Inga underarter finns listade i Catalogue of Life.